# تنعم (صنعاء)
تنعم هي إحدى قرى الجمهورية اليمنية. تتبع جغرافيا لمحافظة صنعاء و إداريًا لمديرية الطيال. يبلغ تعداد سكانها 1222 نسمة حسب الإحصاء الذي أجري عام 2004.